# Зеркало и Обезьяна
«Зеркало и Обезьяна» — басня И. А. Крылова, написанная не позднее 1815 года. 2 января 1816 года писатель читал её на собрании Публичной библиотеки. Напечатана впервые в 1816 году в журнале «Сын отечества» под иным заглавием — «Мартышка и зеркало». В. Г. Белинский относит данную басню к разряду одновременно сатирических и поэтических произведений.

## Сюжет
Сюжет басни строится вокруг диалога Мартышки и Медведя. Мартышка, увидев в зеркале свои гримасы, себя не признала. Она осуждает своих «кумушек» за подобные «ужимки и прыжки» и не понимает, что в зеркале отражается она сама. Мартышка не может посмотреть на себя со стороны. Медведь же является не только собеседником Мартышки, но и голосом морали. Автор же подводит итог:
```
...Не любит узнавать ни кто себя в сатире
[
4
]
.
```

Исследователи отмечают, что П. А. Вяземский на празднование 50-летия Крылова в стихотворении «На радость полувековую…» делает отсылку к последним строчкам басни «Зеркало и Обезьяна», в которых говорится, что один герой, уличённый в пороке, обращает внимание на другого героя с таким пороком.

## Крылатое выражение
Из текста басни родилось крылатое выражение:
```
Чем кумушек считать трудиться,
Не лучше ль на себя, кума, оборотиться?
[
4
]
, 
```

которое обозначает, что нужно смотреть на себя со стороны, обращать внимание сначала на себя, а уже потом на других.